# Pierrette Vincelot

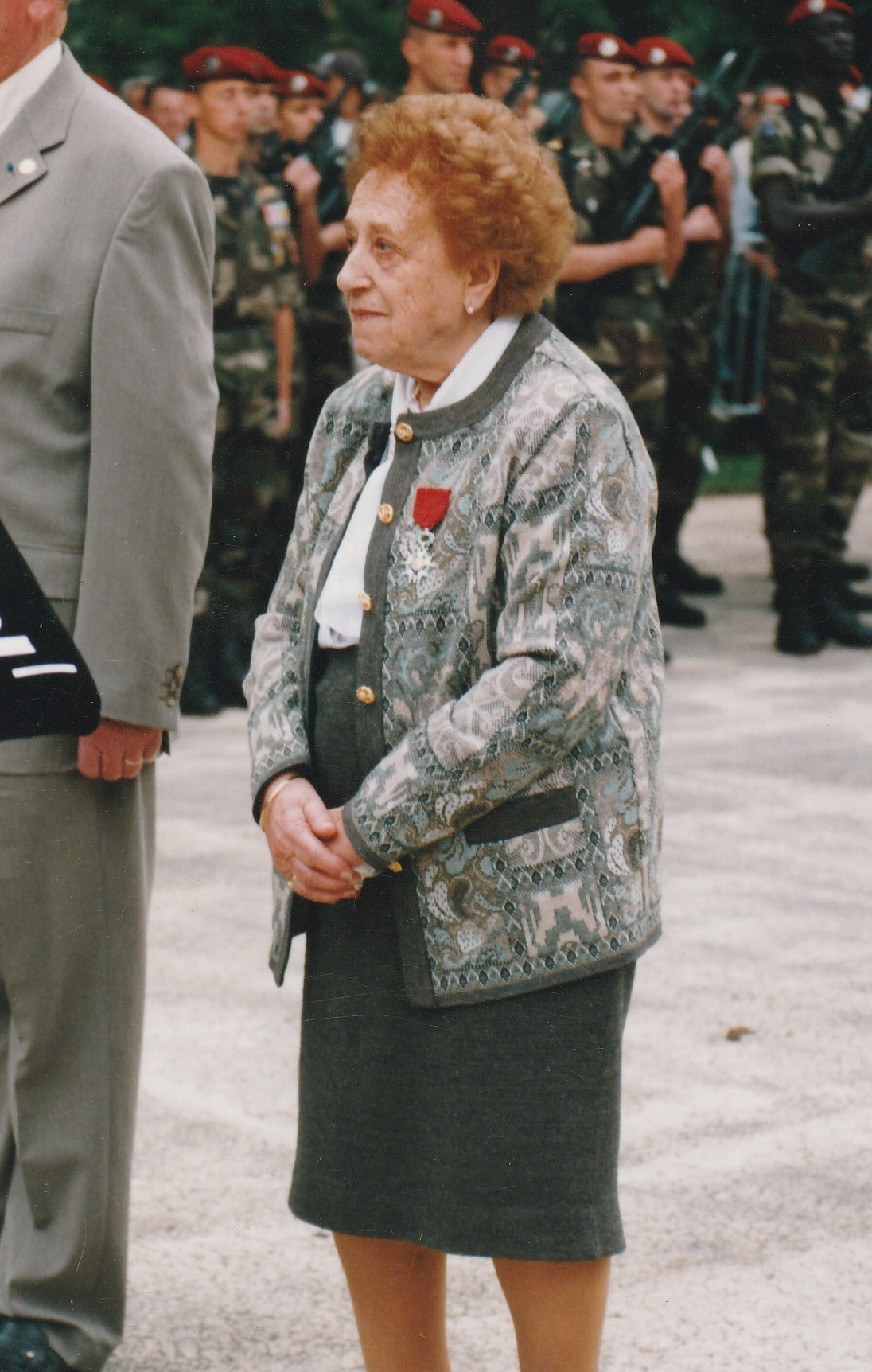
Remise de la légion d'honneur par le Préfet devant les troupes.

Pierrette Vincelot, née le 31 mars 1918 à Dreux (Eure-et-Loir) et morte le 28 décembre 2006 à Montauban (Tarn-et-Garonne), est une résistante française, Juste parmi les nations, chevalière dans l'ordre de la légion d'honneur et médaillée de la médaille de la Résistance.

## Biographie
Pierrette Vincelot naît en 1918 dans une famille de fonctionnaires. Daniel Vincelot, son père, natif de Marsauceux (Eure-et-Loir) est employé de poste et sa mère, Marcelle née Couderc, native de Molières (Tarn-et-Garonne) est institutrice. Jusqu'à l'adolescence de Pierrette, ses parents travaillent dans la ville de Dreux.
Le cycle des mutations amène la famille dans le sud-ouest de la France à Montagoudin en Gironde. C'est dans ce village du Réolais, qu'elle habite au moment de la déclaration de guerre et y séjournera jusqu'en fin des années 1940. En 1946, elle épouse Isidore Foucault. Ce dernier décède la même année.

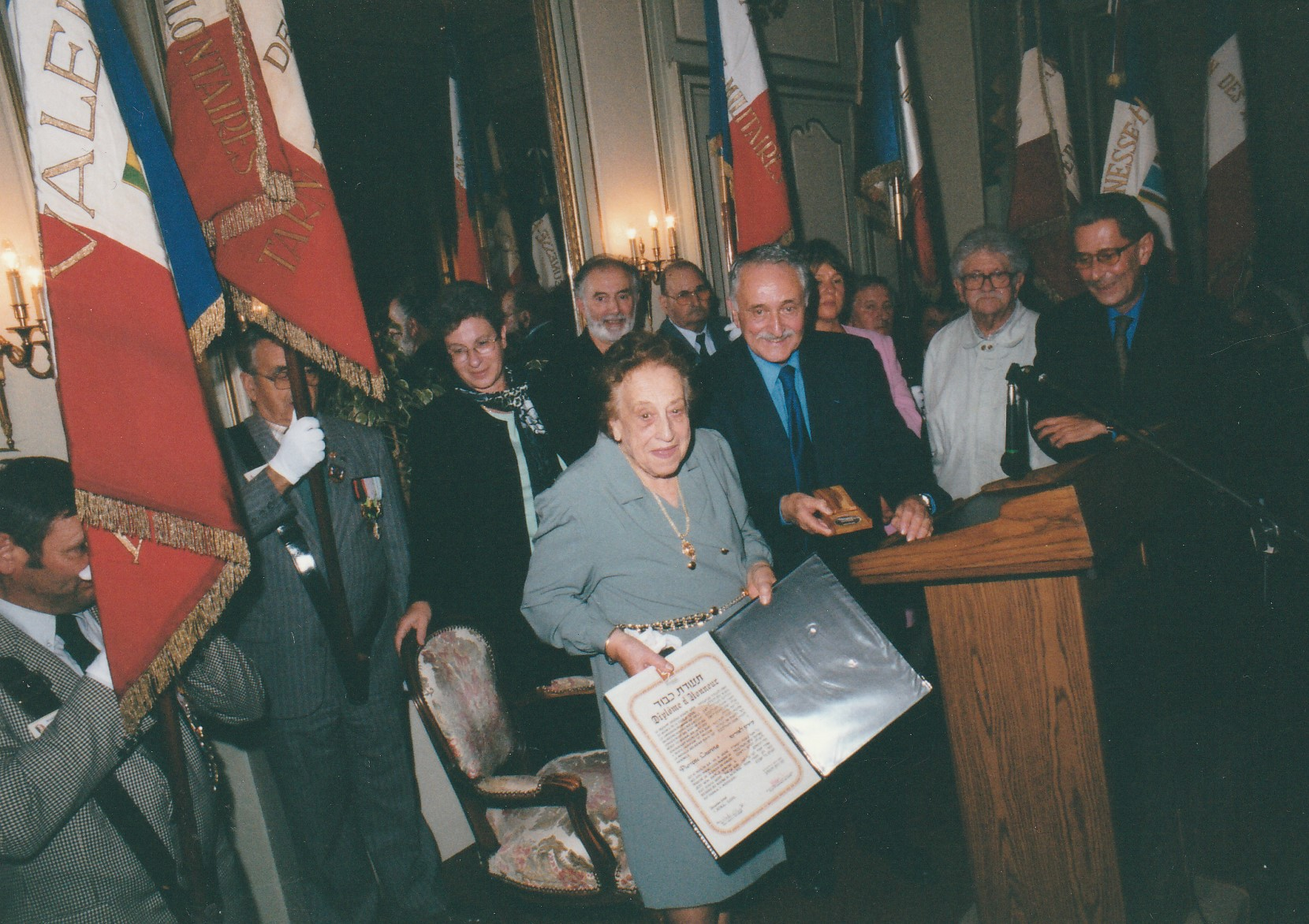
Remise du diplôme et de la médaille de juste parmi les nations. Présents de gauche à droite en premier plan : Mme Tamar Samash, consul d'Israël en France, Dr Holchaeker (une des personnes sauvées par elle, alors qu'il était enfant), le représentant pour la France de Yad Vashem, Michel Slitinsky, écrivain et porteur du dossier concernant Pierrette Vincelot et le préfet Jean Paraf.

En 1950, elle vient s'installer avec ses parents à Montauban (82) et y exerce la profession d'esthéticienne. Le 26 décembre 1957, elle épouse Robert Paul Laurens et aura deux enfants, Michel et Françoise. Le 31 janvier 1981, son mari meurt. Dans les mois qui suivirent ses enfants découvrent une partie du passé de leur mère, dont elle n'avait jamais fait état. Son fils Michel lui demande de pouvoir montrer les pièces et médailles dont elle était en possession à un ancien résistant de la ville, M. Courdesse : carte de résistant, carte d'ancien combattant, attestation du réseau Buckmaster la désignant comme agent P1, médaille de la résistance et de la reconnaissance française. Quelques jours plus tard, il vient la rencontrer avec un autre ancien combattant, Louis Olivet. Son passé d’héroïne de la résistance la rattrape. À leur demande, elle adhère à l'association des anciens combattants de la Résistance section Tarn-et-Garonne et participe à des interventions dans les associations, collèges et lycées du département afin que mémoire demeure. Dès lors, sachant où elle se trouvait, l’administration par son représentant, le directeur du service départemental de l'Office national des combattants et des victimes de guerre (ONACVG) dépendant du ministère des armées et certains de ses camarades, n’ont eu de cesse de réaliser les démarches et lui faire parvenir les décorations auxquelles elle pouvait prétendre et qu’elle n’avait pas sollicitées. Ainsi, elle reçut la croix du combattant volontaire de la Résistance, la croix du combattant, la médaille de reconnaissance de la Nation, la médaille de la France libérée et la médaille commémorative française de la guerre 1939-1945.
Michel Slitinsky, historien autodidacte d'origine juive, résistant et ancien combattant, qui fut à l'origine de ce qui fut appelé l'Affaire Papon, lui consacre un paragraphe dans son livre La Résistance en Gironde, dans le rôle des résistantes du Réolais, membre des réseaux Jove et Buckmaster. Ayant connaissance de son implication dans le sauvetage de familles juives, Michel Slitinsky fait un signalement à l'institut Yad Vashem (Institut international pour la mémoire de la Shoah) qui approfondit les recherches, et qui après instruction, lui décerne le titre de Juste parmi les nations (n° 9166). Le consul de l’État d’Israël est venu la lui remettre lors d’une réception à la mairie de Montauban, en 2001. Elle est nommée dans l'Ordre national de la Légion d'honneur, à titre militaire, pour services rendus à la nation, décoration remise par le préfet devant les autorités civiles et militaires, lors d'une cérémonie réalisée devant les troupes du 17e régiment du génie parachutiste de Montauban, le 8 mai 2003.
Elle meurt le 28 décembre 2006 après une longue maladie.

## Engagement dans la résistance
À la suite de l’appel du 18 juin 1940, par le général De Gaulle, elle décide avec sa mère de faire partie de ceux qui participeront à l’effort de guerre. Son père est plus modéré, il veut bien aider mais fait très attention car il est sous surveillance de Vichy car son appartenance à la Franc-maçonnerie est connue. La ligne de démarcation, séparant la zone libre, où s’exerce l’autorité du gouvernement de Vichy, de la zone occupée par les Allemands, passe par Langon et Sauveterre-de-Guyenne, non loin de chez elle. Domiciliée à une quinzaine de kilomètres de cette frontière, elle commence à passer, de France occupée en France libre, des messages dans le cadre de son vélo, et parfois transporte des enfants en les faisant passer pour siens. Dans le courant de l'année 1941, sa mère et son père sont révoqués par le régime de Vichy pour suspicion d’acte de résistance et appartenance à la franc-maçonnerie.
Pierrette Vincelot entre au début de la guerre dans la clandestinité sous le nom de « Fernande » ou "Pierrette" suivant les réseaux. Avec l'appui du maire de l'époque, Monsieur Lavergne, elle devient secrétaire de la mairie de Montagoudin pour capter toutes informations pouvant aider la résistance. Ce poste lui permettra également, tout au long de la guerre, de réaliser de faux documents d'identité et autres. Avec son réseau, elle commence à organiser et réaliser les passages de la France occupée en France libre des familles juives pourchassées, des agents parachutés, des pilotes alliés tombés dans la zone occupée et des réfractaires au STO qui veulent rejoindre l'Angleterre. Elle leur procure des fausses pièces d'identité. Pour les pilotes, elle organise leur rapatriement vers l'Angleterre via l'Espagne. En ce qui concerne les familles juives menacées, elle leur procure asile. La résistance commençant à se structurer, elle intègre avec sa mère le maquis de Lorette, sous les ordres du lieutenant Daniel Faux alias Papa. Concomitamment, elle œuvre également avec sa mère, de concert avec Renée Augeyrolles responsable locale du réseau Buckmaster, Simone Savariaud du réseau Jove et les membres du groupe Rigoulet.
Par son poste à la mairie, elle voit défiler les dossiers de recherches envoyés par l'administration allemande et les consulte avec attention. Pour exemple, un jour, elle y remarque deux noms de familles juives qui sont de ses connaissances : Lévy et  Rosenthal. Elle les contacte immédiatement et avant la rafle les envoie se réfugier dans les Landes. Elle en fit de même à d'autres moments, avec les familles Lang-Lévi, Holchaeker et Pérostel.

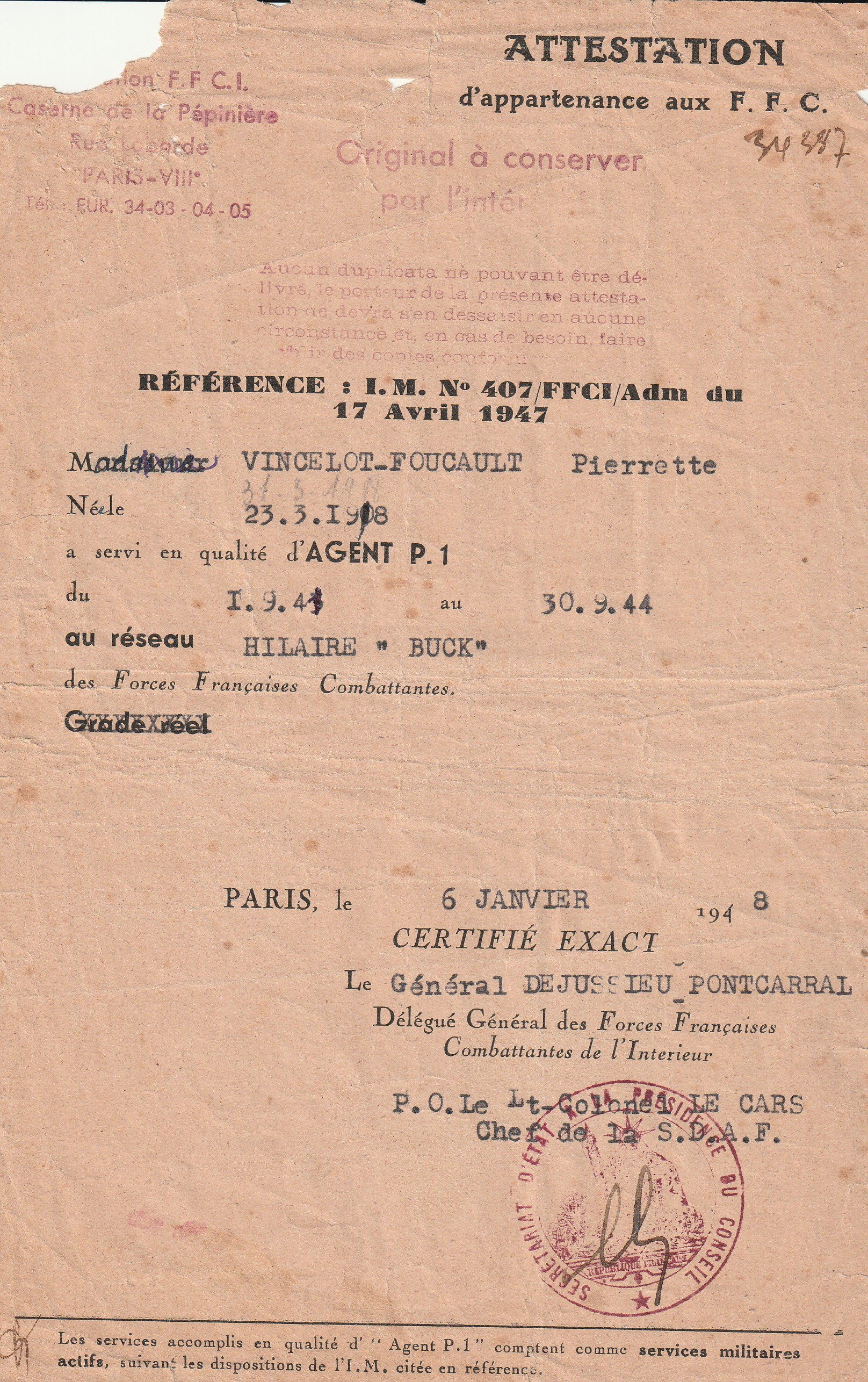
Document original appartenant à la famille attestant son appartenance au réseau Buckmaster.

En 1943, après l'invasion de la zone sud par les troupes allemandes, elle est recrutée avec sa mère comme agent  P1 - agent de liaison - par le réseau Buckmaster - section F - Réseau Hilaire-Wheelwright, du service secret britannique SOE (Special Operations Executive), section chargée des actions de sabotage et du soutien à la Résistance intérieure française, et cela jusqu’en septembre 1944, ceci sous les ordres du capitaine Latapy. Dans le courant de l'année 1943, elle est dénoncée aux Allemands, comme étant résistante, ces derniers l'arrêtent et l'incarcèrent à la prison du fort du Hâ à Bordeaux. Pendant 3 jours durant, ils l'interrogent mais elle ne dit rien. Faute de preuves hormis la dénonciation anonyme, elle est relâchée. Tout en continuant dans son réseau ses fonctions d’agent de renseignement, elle servira concomitamment d’infirmière au Bataillon réolais de l’Armée secrète.
À la fin de la guerre, à Bordeaux, elle reçoit des mains du général de Gaulle la médaille de la Résistance française et de celles du colonel Chaban Delmas, la Médaille de la Reconnaissance française.

## Fait d’armes reconnus
Les faits d'armes reconnus par les autorités, cités comme étant des actions remarquables, des hauts faits ou des exploits et qui lui ont valu des récompenses :  
- Réalisation et fourniture de fausses cartes d’identité et de cartes d’alimentation durant toute la période de la guerre pour les personnes recherchées ou pourchassées par les Allemands.
- Camouflage de containers et de matériels de parachutages
- Agent de liaison entre les réseaux
- Aide - accompagnement - Hébergement de juifs durant toute la période de la guerre.
- Accompagnement jusqu’aux Pyrénées d'aviateurs anglais, d'agents à exfiltrer et de réfractaires au S. T. O.
- Passages de zone occupée en zone libre de courriers et de personnes cherchant un refuge de juin 1940 à mars 1943.
- Certificat d’appartenance aux Forces françaises de l'intérieur – Bataillon Réolais de l’Armée Secrète de 1er février 1944 au 20 août 1944.* no 14351
- Certificat d’appartenance aux Forces françaises combattantes (FFC) no 34387
- Attestation d'appartenance au réseau Buckmaster (SOE) agent permanent P1 du 1er septembre 1943 au 30 septembre 1944.attestation de faits d'arme appartenant à la famille.document d'époque.

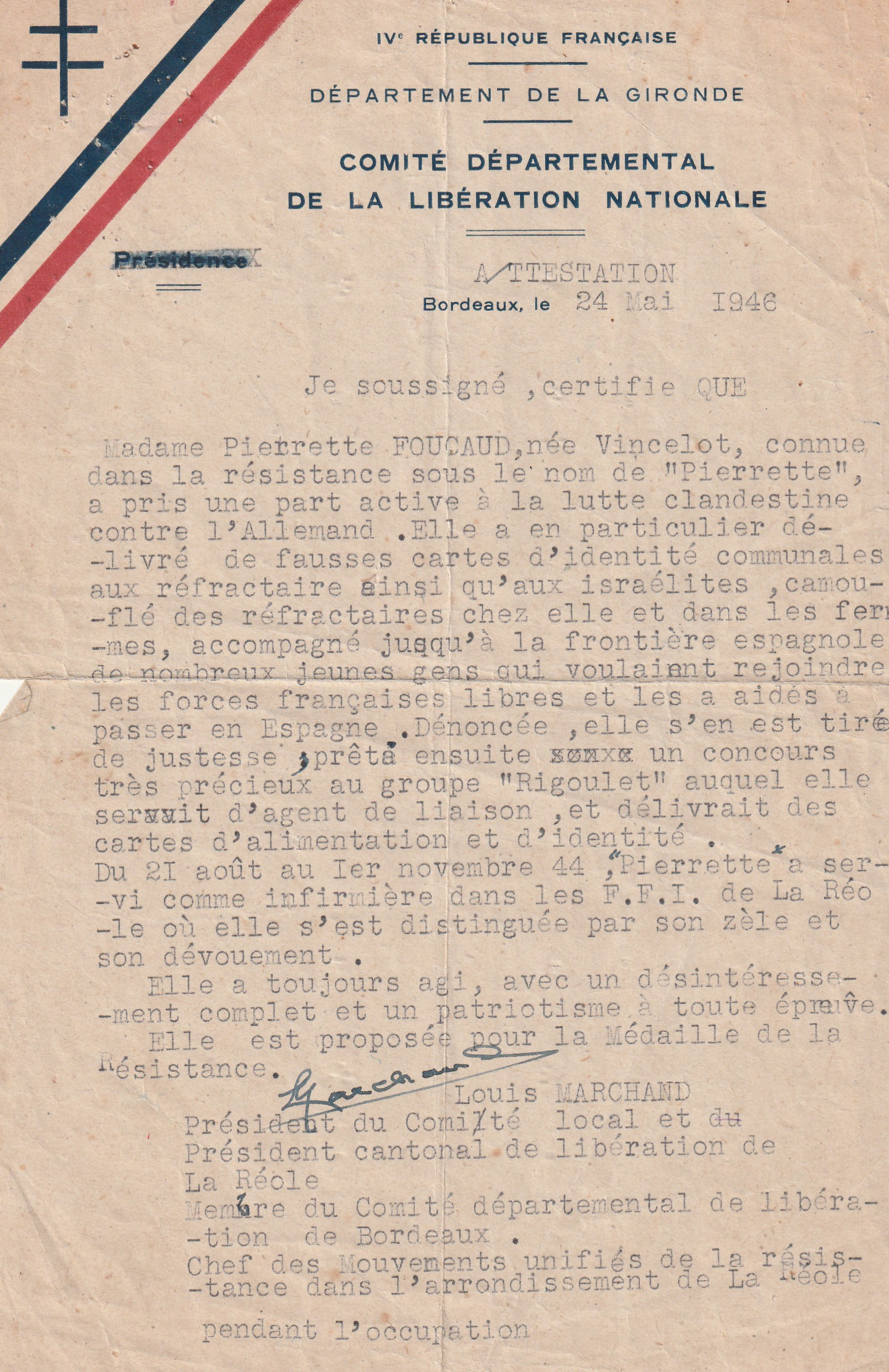
attestation de faits d'arme appartenant à la famille.document d'époque.

## Décorations
- Juste parmi les nations, n° d'attribution 9166[2],[3]
- Chevalier de la Légion d'honneur (décret du 31 décembre 2002 au titre des anciens combattants)[6]
- Médaille de la Résistance française (décret du 14 juin 1946)[7]
- Croix du combattant volontaire de la Résistance
- Croix du combattant
- Médaille de la Reconnaissance française
- Médaille de reconnaissance de la Nation
- Médaille commémorative française de la guerre 1939–1945 avec agrafes « Engagé volontaire » et « Libération »
- Médaille de la France libérée

## Hommages
- Début décembre 2006, elle reçoit une invitation officielle de Jacques Chirac président de la République, à venir le 18 janvier 2007, au Panthéon à Paris, pour la cérémonie d'hommage de la Nation aux 2.700 Justes de France dont elle honore la liste et aux héros anonymes qui ont sauvé des milliers de juifs de la mort pendant la Seconde Guerre mondiale. Elle ne peut s'y rendre car elle meurt quelques jours auparavant.
- Un parc, sur la commune de Belbèze-en-Lomagne dans le Tarn-et-Garonne, a été baptisé à son nom, lors du conseil municipal du 14 novembre 2020 sur proposition de son maire, Jean Luc Issanchou (délibération n°2020/021).
- Son nom est mentionné sur le mur des Justes[8] qui fait partie d'un ensemble situé dans le quartier du Marais à proximité du Mémorial de la Shoah ,
- Place de la gare à Bordeaux[9] elle est citée sur la plaque dédiée aux 23 Justes de Bordeaux et de sa région.
- Elle est mentionnée au mémorial israélien Yad Vashem situé à Jérusalem dans le jardin des Justes.
- Une petite place du village de Montagoudin porte son nom depuis février 2025.